# ショート ソレント

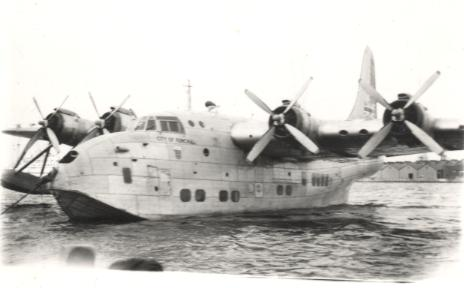
アクィア航空のソレント

ショート ソレント（Short Solent）とは第二次世界大戦後の1940年代後半にイギリスの航空機メーカーのショートによって製造された旅客用の飛行艇である。

## 概要
イギリスは遠く離れた海外植民地との連絡のために多くの飛行艇を開発していた。そのような飛行艇の性能向上型としてソレントも計画されていたが、第二次世界大戦のため開発が遅れ、初飛行したのは1946年11月11日の事であった。

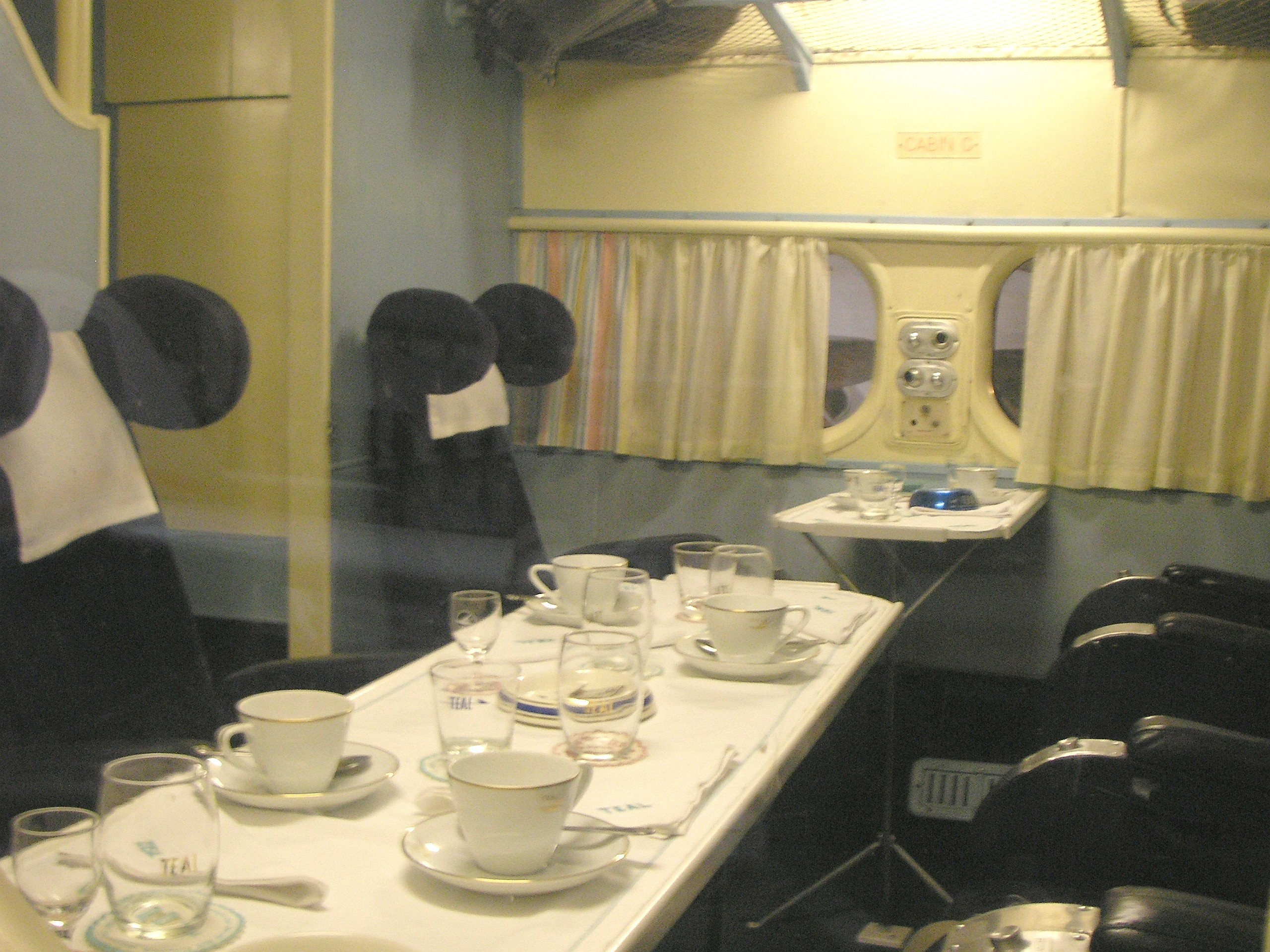
TEALのショート ソレントの機内

ソレントは英国海外航空とタスマン・エンパイア・エアウェイズ・リミテッド（TEAL）が運航していたが、既に旅客用飛行艇は陸上機の性能が進化したことにより必要性が失われていた。そのため、1949年に製造中止になるまでに16機が製造されただけに終わり、セカンドユーザーもアクィア航空などの小規模な航空会社で僅かな期間運用されただけで姿を消した。
ソレントは高翼4発飛行艇であり、当初はブリストル社製レシプロハーキュリーズエンジンを装着していたが、後にはセントーラスエンジンに換装された。そのため、英国海外航空で運用されていたマーク IIは乗客34名収容であったが、TEALが運航していた後期型は乗客45名収容と乗客数が増加していた。また、ソレントのキャビンはスペースが広く贅沢なものであり、居住性は現代の航空機に匹敵するほど快適であったという。
なお、ソレントはニュージーランドのオークランドの博物館とアメリカ合衆国のオークランドに保存されている。

## 機体性能(Solent 3)
- 乗員:7
- 乗客:34
- 全長:26.72 m
- 全幅:34.38 m
- 高さ:10.45 m
- 翼面積：156.72 m2
- 空虚重量：21860 kg
- 離陸重量：35650 kg
- エンジン：ブリストル・ハーキュリーズ 637 エンジン（1690馬力）× 4
- 最大速度：430 km/h
- 航続距離：3540 km